# أيوب سليمان جالو
أيوب سليمان جالو أو (ديالو) (بالإنجليزية: Ayuba Suleiman Diallo)‏ مسلم سنغالي استرق في تجارة العبيد عبر الأطلسي ثم حرر وعاد إلى وطنه وكان قد حافظ على دينه خلال فترة العبودية وكتب مذكراته، وهي أول مذكرات مباشرة كتبها أحد العبيد
واستعمل له اسمًا مسيحيًا هو ترجمة لاسمه Job Ben Solomon.
كان أيوب يهرب إلى الغابة ليؤدي الصلوات الخمس ولكنه تعرض للإهانة عندما اكتشف وهرب من مالكه الأمريكي قبض عليه وسجن ثم بعد ترجمة تعليله للهرب أعاده المالك وخصص له مكانا للصلاة

## روابط خارجية
- Digital History entry